# ケアプキジシャコ
ケアプキジシャコ（けあぷ雉子鷓鴣、学名：Francolinus capensis）は、キジ目キジ科の鳥類。狩猟鳥である。

## 分布
南アフリカ共和国の固有種で、ケープ地方の南西部に生息する。

## 形態
大型のシャコ。体長は40〜42cmで、雄は一般的に雌よりも大きい。遠目では脚が赤い他は黒々として見えるが、よく見ると頭頂部とうなじをのぞけば羽毛に白と灰色のだんだら模様があるのがわかる。
雄雌の羽色は似ているが、雄が2本のけづめを持っているのに対し雌のけづめはもしあっても短く、一本しかない。若鳥は脚の赤色が鈍く、だんだら模様がより明瞭である点をのぞけば外見は成鳥とほぼ同じである。

## 生態
灌木の生えた開けた土地に生息し、近くに流れのある場所を好む。茂みの中の地面に草を敷いて巣を作り、6個から8個の卵を産む。2羽の雌が一つの巣を共有することもある。危険の少ない場所では人をあまり恐れず、庭園や路傍に現れることもあり、農家の庭先でニワトリと混ざって餌を取ることもある。危険を感じると飛ぶよりも走って逃げる。鳴き声は大きな「カッカラック・カッカラック・カッカラック」。

## 参照・注釈
1. ↑  Francolinus capensis  (Species Factsheet by BirdLife International)